# Міте Анастасов
Міте Анастасов (або Демо Анастасов ) — македонський революціонер, кратовський воєвода і діяч Македонської революційної організації.

## Життєпис
Анастасов народився в селі Кратово Койково, тодішнього в Османській імперії. Приєднався до Організації в 1903 році. Деякий час був терористом, а потім його обрали кратівським сільським воєводою. Згодом був обраний заморським кур’єром до Кюстендільського революційного пункту ВМОРО. Помер 14 жовтня 1915 року в Кюстенділі, Болгарія.